# Критский дикий кот
Критский дикий кот (лат. Felis silvestris cretensis) — возможный подвид лесного кота, обитающий на греческом острове Крите.

## Таксономия
Таксономический статус животного неясен, одни биологи считают его среднеевропейским диким котом (Felis silvestris silvestris), другие — его гибридом с домашней кошкой (Felis  catus). Научное название Felis silvestris cretensis было предложено для критского дикого кота в 1953 году Теодором Хальтенортом. Он описал две кошачьи шкуры, которые были куплены на рынке в Ханье и напоминали шкуру арабского дикого кота (Felis lybica lybica), но имели пушистый хвост, как у среднеевропейского дикого кота. В 1980-х Колин Гровс измерял и оценивал зоологические образцы котов со средиземноморских островов. Он пришёл к выводу, что две кошачьи шкуры с Крита отличались от образцов настоящих диких котов и потому посчитал их бездомными кошками.

## Распространение и среда обитания
Крит находился в изоляции от континента примерно 6 миллионов лет. Палеонтологические данные указывают, что остров был колонизирован в плейстоцене таксонами млекопитающих, сумевшими переплыть море. Эндемичная фауна млекопитающих плейстоцена Крита включала грызунов и растительноядных животных, ископаемые остатки хищников этого периода не были найдены. Плейстоценовые млекопитающие вымерли до голоцена. В конце 1980-х годов на археологических раскопках Кавуси Кастро на востоке Крита было раскопано более 9000 костей животных, относящихся к позднегеометрическому периоду около VIII века до н. э. К этим фаунистическим остаткам также принадлежала одна кошка, которую определили как домашнюю. Фрагменты домашней кошки, датируемые VI—VII веками, также были найдены на археологических раскопках в Гортине.
В октябре 2017 года греческие СМИ распространили сообщение о том, что фермер поймал дикого кота в ловушку, которую он поставил на хищника, нападавшего на молодых овец из его стада. Новостные сообщения сопровождались фотографиями и видеозаписями пойманного животного.